# Adenosintrifosfat
Adenosintrifosfat, eller ATP, är en nukleotid som spelar en central roll i alla cellers energihantering och ämnesomsättning. Eftersom ATP har en energirik bindning används det för att driva kemiska processer i cellen som inte kan ske spontant (för att de är energikrävande). ATP är även en byggsten vid syntesen av nukleinsyror som till exempel DNA och RNA.
Kemiskt består ATP av adenosin och tre fosfatgrupper som sitter i på rad och betecknas alfa, beta och gamma räknat från adenosinmolekylen. Fosfatgrupperna sitter ihop med en fosfoanhydridbindning som är mycket energirik. Den kemiska formeln är C10H16N5O13P3. 
ATP bildas i glykolysen, citronsyracykeln och framförallt vid den oxidativa fosforyleringen vilken drivs av elektrontransportkedjan i mitokondrierna. ATP används även för att binda energin i samband med fotosyntes.

## Funktion
I cellen utförs många processer som kräver tillförsel av energi. För det mesta tillhandahålls den energin i form av ATP.  Energi frigörs ur ATP genom att den tredje fosfatgruppen dissocierar genom hydrolys vilket resulterar i adenosindifosfat (ADP) och en fri fosfatgrupp. Ännu mer energi kan frigöras om ATP omvandlas till adenosinmonofosfat (AMP). 
De energikrävande uppgifterna kan delas in i tre huvudgrupper: (1) Mekaniskt arbete, till exempel muskelrörelser. (2) Förflyttning av molekyler genom cellmembran och mot koncentrationsgradienter (från låg koncentration till hög koncentration). (3) Ombyggnad av molekyler, till exempel uppbyggandet av cellens olika strukturer.

## Produktion/Syntes
Människor behöver stora mängder ATP för att fungera. Exempelvis behöver en stillasittande man som väger 70 kilo ungefär 7400 kJ per dag. För att tillfredsställa detta energibehov krävs ungefär 83 kilo ATP. En människa kan dock bara ha ungefär 250 gram ATP på en och samma gång, vilket kräver ett mycket snabbt återskapande av en ATP-molekyl efter det att den förbrukats. Totalt återskapas ATP från en och samma ADP-molekyl uppskattningsvis 300 gånger per dag.
ATP bildas från ADP i bland annat glykolys och av ATP-syntas i oxidativ fosforylering. Bränslet till ATP-syntesen är glukos, fettsyror samt aminosyror. Den oxidativa fosforyleringen sker i mitokondrierna. 
ATP kan inte lagras, vilket gör att tillverkningen av ATP hela tiden måste anpassas till cellens förbrukning av energi. Anpassningen sker genom att enzymer känner av kvoten mellan ATP och ADP, och cellen tillverkar därför aldrig mer ATP än vad som behövs.
En vanlig missuppfattning är att det bildas flera ATP ur ett varv i citronsyracykeln. Detta är inte sant då citronsyracykeln enbart ger en GTP (vilken kan ombildas till ATP). Den största delen av energin kommer från reduktion av flavin-adenosin-dinukleotid (FAD) och nikotinamid-adenin-dinukleotid (NAD+). Energin i FAD och NAD+ används indirekt av ATP-syntas till att omvandla ADP (tillägg av fosforylgrupp) till ATP i den oxidativa fosfolyseringen.